# Microcharon major
Microcharon major là một loài chân đều trong họ Microparasellidae. Loài này được Karaman miêu tả khoa học năm 1954.